# 埃姆岩

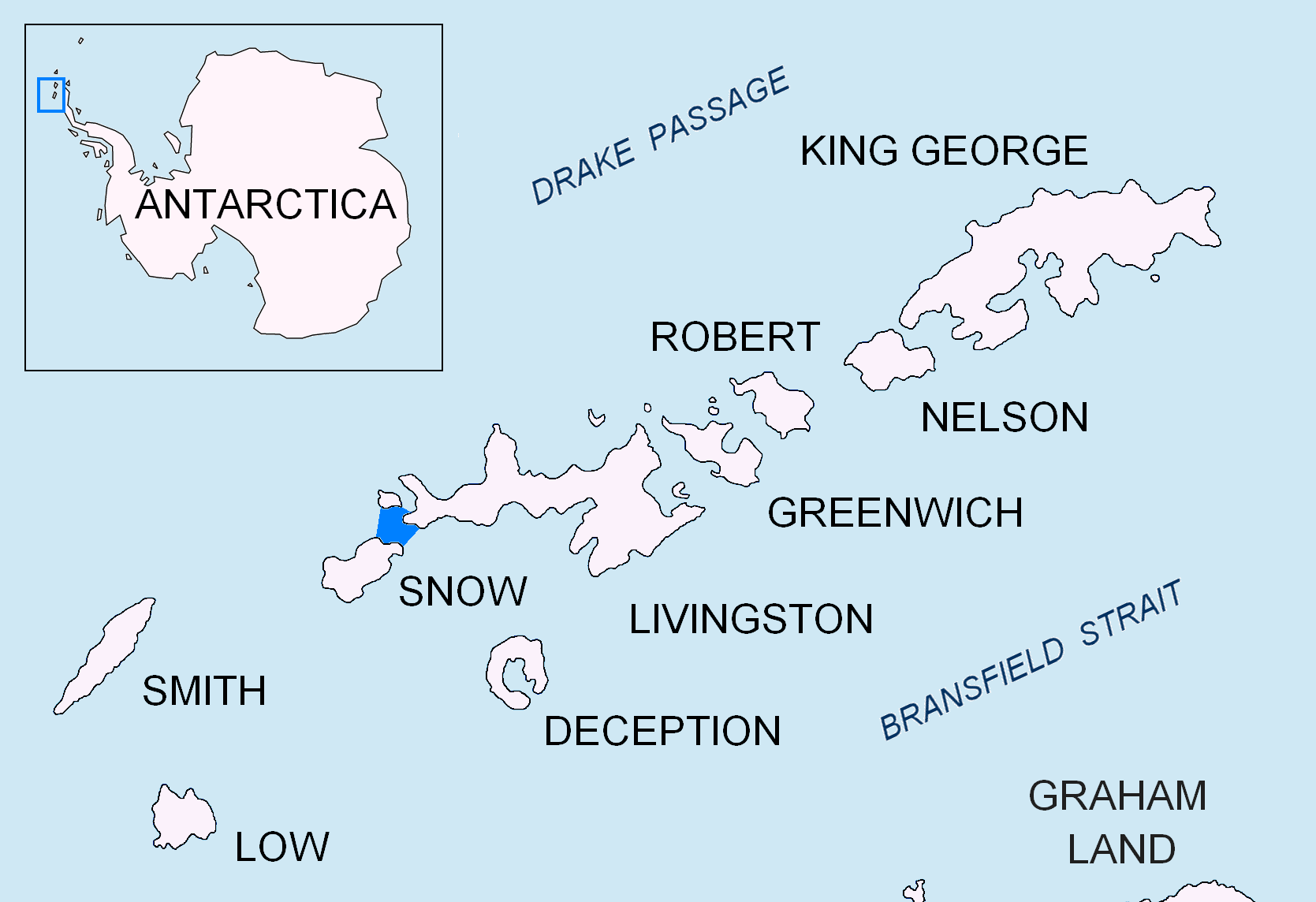

埃姆岩（英語：Aim Rocks）是南極洲的岩石，位於南設得蘭群島，處於廷布倫角以東的莫頓海峽中部，在1961年由英國南極名稱諮詢委員會命名，現時由南極條約體系管理。